# 石川県道173号和気寺井線
石川県道173号和気寺井線（いしかわけんどう173ごう わけてらいせん）は、石川県能美市内を通る一般県道（石川県道）である。

## 概要
- 起点：石川県能美市和気町利7番2地先（＝石川県道54号寺畠小松線交点）
- 終点：石川県能美市寺井町ウ47番地先（＝南天橋交差点・石川県道169号粟生小松線交点）

起点から数100m北上後、西へ折れ、加賀産業道路をくぐり、泉台町で北に折れる。クアハウス九谷前を通り、泉台ニュータウンの東側から北側を囲むように、湯寿園前の突き当たりで西へ折れ、能美市立湯野小学校前の突き当たりで北に折れる。湯谷町地内で西に折れた後、石子町を経て、寺井町内に入る。終点の南天橋交差点手前は車両の行き違いが困難な狭隘区間である。
なお、小松市の八里台ニュータウンと接している泉台ニュータウンの南東端で、当県道は0.062km（＝62m）小松市を通過する。

## 歴史
- 1960年（昭和35年）10月15日：路線認定。

## 通過する自治体
- 石川県
  - 能美市 - 小松市 - 能美市

## 接続道路
- 石川県道54号寺畠小松線（能美市和気町）
- 石川県道4号小松鶴来線（同市寺井町・山道交差点）
- 石川県道169号粟生小松線（同市寺井町・南天橋交差点：終点）